# Eriskirch
Eriskirch er en kommune ved Bodensøen med 4.908 indbyggere (2018-12-31). Den ligger cirka midt mellem Friedrichshafen og Langenargen og syv kilometer syd for Tettnang, og ligger i Bodenseekreis i den tyske delstat Baden-Württemberg. 

## Geografi
Kommunens område ligger ved udmundingen af floden Schussen og er præget af udstrakte skove og det største Naturreservat på den nordlige bred af Bodensøen, det 550 hektar store Eriskircher Ried.

### Inddeling
I kommunen ligger ud over  Eriskirch landsbyerne Eriskirch, Mariabrunn med bebyggelserne Moos, Gmünd, Schlatt, Röcken, Ziegelhaus, Knöbelhof, Wolfzennen, Langenacker, Hofstatt, Braitenrain og Dillmannshof, Schlatt samt Ober- og Unterbaumgarten (fra 1818).

### Trafik
Eriskirch ligger ved  Bundesstraße 31. Den er forbundet med jernbanenettet med Bodenseegürtelbahn (Radolfzell – Lindau). 
Der er fem kilometer til den internationale lufthavn i Friedrichshafen.
Langs søen går cykelruten Bodensee-Radweg og vandreruten Bodensee-Rundwanderwegs.
Eriskirch ligger ved turistruten Oberschwäbische Barockstraße.